# 趙鵬程 (萬曆進士)
趙鵬程（1576年—？年），字伯翔，號翀南，山東登州府萊陽縣人，民籍。

## 生平
丙子正月初九日生，行一，治《書經》，由增生中式丁酉鄉試六十九名舉人，年三十四歲中式萬曆三十八年庚戌科會試二百八十五名，第三甲第二百十四名進士。通政司觀政，三十九年辛亥授山西太原縣知縣，四十年壬子本省同考，本年調繁陽曲縣，四十四年丙辰行取，四十五年丁巳授刑部河南司主事。升郎中，出为湖广辰州府知府，天啓七年（1627年）五月升本省副使、分守湖北，再升湖广参政，调任陕西左参政，崇祯三年（1630年）十二月，以平水西功，加按察使，照旧管事。

## 家族
曾祖趙文祥；祖趙金福；父趙啓思，庠生贈文林郎陽曲縣知县；母任氏（贈孺人）。永感下。兄一舉（儒官），弟鵬化；一祥；鵬翮；鵬翼；鵬摶；鵬徙；鵬運。